# Digitalis mariana
Digitalis mariana là một loài thực vật có hoa trong họ Mã đề. Loài này được Boiss. mô tả khoa học đầu tiên năm 1841.